# اعتیاد
اعتیاد (همچنین: خوگری) یک بیماری عصب‌ روان‌شناختی میباشد که در آن شخص به شدت و به طور مداوم نیاز به مصرف مواد مخدر و یا درگیر شدن در فعالیت های لذت بخش (ویدئو گیم، قمار و شرط بندی، پورنوگرافی، اعتیاد جنسی، اعتیاد به غذا) دارد، علیرغم آسیب های جسمی، روانی، مالی و اجتماعی حاصل از آن. مصرف مداوم مواد مخدر و سایکواتکیو عملکرد مغز را تغییر می‌دهد و موجب هوس کردن مداوم می‌شود و به مرور اراده شخص را ضعیف تر میکند (ولی هرگز به طور کامل خنثی نمی‌سازد)  بیماری اعتیاد موجب تغییرات ژنتیکی در هسته آکومبنس شده و سامانه پاداش را در مغز دچار اختلال کرده، و اختلال در این سیستم‌ مغز باعث بروز عوارض بیولوژیکی، فیزیولوژیکی، اجتماعی و روانی می‌گردد. 
به شخصی که درگیر این اختلال عصبی باشد «معتاد» می‌گویند. بررسی اعتیاد به عنوان عارضه‌ای روانی، اجتماعی و اقتصادی از دیدگاه علوم پزشکی، روان‌شناسی و جامعه‌شناسی و همین‌طور از دیدگاه‌های فلسفه، قانون، اخلاق و مذهب صورت می‌گیرد. از سال ۱۹۶۴ میلادی، سازمان بهداشت جهانی استفاده از عبارت وابستگی دارویی یا وابستگی به دارو را به جای اصطلاح اعتیاد توصیه نموده‌است.
در عموم به لحاظ مفهومی، بیماری اعتیاد یک بیماری اصلی، مزمن و عصبی است، که در اثر عواملی ژنتیکی، فیزیولوژیک و اجتماعی رشد و بروز پیدا می‌کند، به‌طوری‌که وجه مشخص این بیماری اختلال در کنترل انجام عملی، یا احساس اجبار در انجام یک عمل مشخص، با وجود آگاهی نسبت به عواقب خطرناک آن باشد.
وابستگی به مواد (مواد مخدر ، محرک و مشروبات الکلی)، یا عادت‌های ناهنجار، یک اختلال روان‌پزشکی و روان‌شناسی بوده که از یک سو، معنای لغت خوشبختی را در زندگی فرد و خانواده او از بین می‌برد و از سوی دیگر آسیب‌های اجتماعی و اقتصادی بیشماری را به همراه دارد. در تعریف دیگری از اعتیاد به مواد آمده‌است، اعتیاد جایگزینی مزمن است، یعنی مواد مخدر بیرونی، چه گیاهی و چه شیمیایی و حتی الکل، جایگزین مواد مخدر یا مواد شبه افیونی طبیعی جسم انسان یا فرد معتاد شده‌است. البته عادت‌های ناهنجار و اعتیادهای رفتاری مستقل از مواد شیمیایی تا همین سال‌های اخیر هم در طبقه‌بندی‌های رسمی به عنوان اعتیاد محسوب نمی‌شدند و مدت کوتاهی است که اعتیادهایی مانند اعتیاد به اینترنت، اعتیاد به کار و اعتیاد به بازی‌های کامپیوتری به عنوان شکلی از اعتیاد طبقه‌بندی شده و مورد توجه قرار می‌گیرند.
یکی از بزرگ‌ترین مشکلات اغلب کشورها در عصر امروز، پدیده سوء‌مصرف مواد است، که به‌طور مستقیم و غیرمستقیم، کوتاه‌مدت و بلندمدت، کیفیت زندگی ساکنین آن‌ها را تحت‌الشعاع قرار داده‌است.اعتیاد به عنوان یک تهدید اجتماعی، تأثیرات عمیق و گسترده‌ای بر سلامت فردی و اجتماعی جامعه دارد. این پدیده نه تنها به مشکلات بهداشتی و اقتصادی منجر می‌شود، بلکه باعث آسیب به ساختارهای اجتماعی و فرهنگی نیز می‌گردد.
اعتیاد پاسخ فیزیولوژیک بدن است به مصرف مکرر مواد اعتیادآور. این وابستگی از طرفی باعث تسکین و آرامش موقت و گاهی تحریک و نشاط گذرا برای فرد می‌گردد و از طرف دیگر بعد از اتمام این اثرات سبب جستجوی فرد برای یافتن مجدد ماده و وابستگی مداوم به آن می‌شود. در این حالت فرد هم از لحاظ جسمی و هم از لحاظ روانی به ماده مخدر وابستگی پیدا می‌کند و مجبور است به تدریج مقدار ماده مصرفی را افزایش دهد.

## مراحل شکل‌گیری و چرخه اعتیاد
چرخه اعتیاد
بیش مصرفی و مسمومیت :  در این مرحله شخص برای رسیدن به حس سرخوشی مشابه با دفعه اول مصرف مواد ( که هیچگاه تکرار نمی‌گردد) دوز مصرفی را افزایش داده و تا مرز مسمومیت و یا اوور دوز کردن پیش میرود. این باعث بالا رفتن تلرانس بدن نسبت به دارو و یا مواد مورد مصرفی میشود و در عین حال لذت آن کمتر و عوارض آن بیشتر میشود. در این مرحله ترازوی لذت و درد برعکس شده و شخص صرفا برای کم کردن درد روانی-جسمی خود به سمت مواد مخدر می‌رود و فقط میخواهد به آن حسی برسد در روزهای اول مصرف مواد مخدر یا الکل تجربه می‌کرد، که این به دلیل تغییرات ایجاد شده در سامانه پاداش مغزی و مقاومت جسمی ممکن نیست. 
کناره گیری و هوس کردن، حال بد :  این مرحله هنگامی شکل می‌گیرد که شخص مبتلا به دلیل نبود مواد محرک مورد نیاز دچار استرس و اضطراب شدید شده و حس افسردگی فلج کننده ای بروز می‌کند که شخص را بیشتر ترغیب به مصرف مجدد میکند.
دل مشغولی، پیش بینی و انتظار مصرف : مدتی پس از آخرین مصرف مواد سطح دوپامین در گیرنده دوپامین مجدد بالا رفته و ذهن شخص مبتلا را برای تهیه پول برای خریدن، مراجعه کردن به دلال یا فروشنده و مصرف کردن آن ترغیب می‌کند؛ فکر کردن با منطق و استدلال جهت مقاومت کردن در برابر هوس در این مرحله بسیار دشوار است. 

## انواع اعتیاد
اعتیاد جسمی:پاسخ فیزیولوژیک بدن نسبت به ورود و تأثیر مواد جدید به بدن می‌باشد که معمولاً با پدیده تطبیق پذیری (مقاومت بدنی)(Tolerance) بروز می‌کند یعنی به دلیل کاهش تعداد گیرنده‌های عصبی و کاهش انتقال‌دهنده عصبی موجود در سیستم عصبی مرکزی نیاز فرد مصرف‌کننده هر روز بیشتر می‌شود. ترک اعتیاد جسمی همراه با درد، بیخوابی، پرخوابی و … (خماری) همراه است. طول دوره ترک اعتیاد جسمی بسیار کوتاه‌تر از اعتیاد روانی است.
اعتیاد روانی: ناشی از لذت و سرخوشی مصرف مواد مخدر می‌باشد. دقیقاً به واسطه برهم ریختن نظم ترشح میانجی‌های عصبی فرد دچار آسیب‌ها یا تناقضات روانی می‌شود. به عنوان مثال ماده مخدر مت‌آمفتامین (مخدر شیشه) باعث افزایش ترشح دوپامین در مغز می‌شود و باعث ایجاد حالت تحریکی، سرخوشی، تمرکز و… می‌شود. حال پس از قطع مصرف با کاهش سطح دوپامین فرد خواب آلود، افسرده، بی تمرکز و… می‌شود. طول دوره بازگشت این میانجی‌های عصبی به حالت طبیعی بسیار طولانی‌تر و حتی برخی معتقدند بازگشت ندارند. در نتیجه اعتیاد روانی بسیار مهلک‌تر می‌باشد. اعتیاد روانی باعث لغزش بسیاری از مصرف‌کنندگان سابق حتی با طول دوره‌های چندین سال می‌شود.
اما متأسفانه افراد سودجو برای تبلیغ مواد مخدر ادعای عدم اعتیادآوری آن را می‌کنند ولی در واقع تمامی مواد مخدر اعتیاد روانی دارند ولی برخی اعتیاد جسمی ندارند.

## شدت اعتیاد
کسانی که مواد مصرف می‌کنند به سه دسته تقسیم می‌شوند اما درمیان آن‌ها تنها معتادان مزمن هستند که به بیماری اعتیاد مبتلا می‌شوند.

### مصرف‌کنندهٔ تفننی
- هرچند وقت یکبار برای تفریح و در مواقع و مناسبت‌های خاص مواد مخدر مصرف می‌کند.
- احساس سرخوشی می‌کند و بیش از حد مصرف نمی‌کند - واکنش عادی نسبت به مواد دارد.

### مصرف‌کنندهٔ شدید
- برای کمک به تحمل استرس و فشار زندگی مواد مصرف می‌کند.
- به خاطر فرار از احساسات دردناک مواد مصرف می‌کند.
- میزان مصرف خود را به تدریج افزایش داده و در نتیجه مقاومت بدن آن‌ها در مقابل مواد بیشتر می‌شود.
- وقتی مواد مخدر در دسترس قرار ندارد، احساس بیقراری می‌کند.
- آغاز تجربه در روند بد شدن حال جسمی و روانی.
- آغاز روند بی‌سر و سامانی وضعیت تحصیلی یا شغلی.
- آغاز روند از دست دادن علاقه به لذت‌های ساده.
- آغاز گرایش به گوشه‌گیری و انزوا.
- مصرف‌کننده شدید به محض داشتن دلیل کافی برای دست کشیدن و ترک مواد مخدر، قدرت آن را دارد که مصرف مواد را کنترل یا ترک کند.
- مصرف‌کننده شدید می‌تواند به مصرف‌کننده تفننی یا معتاد واقعی تبدیل شود.

### معتادان مزمن
- معتادان مزمن هرگز نمی‌تواند به حالت مصرف‌کنندهٔ تفننی یا شدید بازگردد.
- معتادان از مصرف مواد مخدر به شدت احساس لذت و آرامش می‌کنند.
- مغز به مصرف مواد عادت کرده و برای اینکه به‌طور عادی فعالیت کند به مواد مخدر وابسته می‌شود.
- ساختار و سیستم ارتباط مغز حالت غیرعادی پیدا می‌کند.
- از دست دادن سلامت عقل و رفتارهای عصبی و خشن.
- با وجود عواقب ناگوار، قادر به ترک کردن مواد مخدر نیست - این حالت آلرژی نامیده می‌شود.
- مغز بیش از پیش به مواد مخدر نیاز پیدا می‌کند - چنین حالتی را پدیده ویار می‌نامند.
- برای اینکه احساس لذت قبلی را به دست آورد باید همواره مقدار بیشتری مواد مخدر مصرف کند - مقاومت بدن افزایش پیدا می‌کند.
- نادیده گرفتن و بی‌توجهی به خود و دیگران.
- ازدست دادن ارتباط با دوستان، خانواده و جامعه.
- ناتوانی در انجام کار و فعالیت‌های عادی.
- دچار مشکلات قانونی شدن.
- بیماری اعتیاد شکل گرفته و حالت پیشرفته پیدا کرده‌است.
- برای فعالیت عادی روزمره به مواد مخدر نیاز دارد.
- مواد مخدر در مقایسه با دیگر مسائل در اولویت قرار می‌گیرد.
- بی علاقه شدن به زندگی و افتادن به فکر خودکشی.
- خماری کشیدن در زمانی که مواد مورد نیاز بدن کمتر از حد معمول به آن داده شده یا کاملاً قطع شود.
- تلاش پی در پی اما بیهوده برای ترک اعتیاد.
- بی سر و سامانی و غیرقابل اداره شدن زندگی.
- ناامیدی و ناتوانی کامل.

## مواد اعتیادآور
راهنمای تشخیصی و آماری اختلال‌های روانی در آخرین ویرایش خود (DSM-5 2013) مواد مخدر را در ۱۰ رده به شرح ذیل طبقه‌بندی کرده‌است:
- ۳۰۳–۹۰ وابستگی به الکل
- ۳۰۵–۹۰ مسمومیت با کافئین
- ۳۰۴–۳۰ وابستگی به کانابیس (مشتقات گیاه شاهدانه شامل شبه‌حشیش‌هایی مانند حشیش، گراس، و کانابیس صنعتی)
- ۳۰۴–۵۰ وابستگی به مواد توهم‌زا
- ۳۰۴–۶۰ وابستگی به مواد استنشاقی (مانند چسب، بنزین و غیره)
- ۳۰۴–۰۰ وابستگی به مواد افیونی (شامل تریاک، هروئین، تمجیزک غیره..)
- ۳۰۴–۱۰ وابستگی به مواد آرام بخش (شامل مواد آرام بخش، خواب‌آور یا ضد اضطراب، بنزودیازپین‌ها)
- ۳۰۴–۹۰ وابستگی به مواد محرک (موادی مانند آمفتامین، شیشه، کوکائین)
- ۳۰۵–۱ وابستگی به تنباکو
- -٣٠٦ وابستگی به سکس و پورن و خودارضایی
- ۳۰۴–۹۰ وابستگی به مواد دیگر

### تقسیم‌بندی مواد اعتیادآور
در نوعی دیگر از تقسیم‌بندی ترکیبات سایکو اکتیو بر حسب نوع تأثیرشان بر سیستم عصبی مرکزی به سه گروه تقسیم می‌شوند:
- محرک سیستم عصبی مانند آمفتامین، مت آمفتامین، اکستازی، کوکائین، کافئین، نیکوتین
- سرکوب کننده سیستم عصبی همچون الکل، باربیتورات‌ها، مشتقات شاهدانه (حشیش، ماری‌جوانا)، مشتقات افیون (تریاک، هروئین، کراک)، مواد استنشاقی
- ترکیبات توهم‌زا شامل روان‌گردان‌ها، منفک کننده‌ها و هذیان‌آورها

مانند ال‌اس‌دی، مسکالین، سیلوسایبین، فن‌سیکلیدین

### مواد قابل سوءمصرف و اثرات جسمی و روانی‌شان
اعتیاد را می‌توان یک بیماری مزمن دانست که انواع شدید آن برای شخص و اطرافیان و جامعه مضر است.
انواع آن به شرح زیر است:

#### ترکیباتمحرک
- آمفتامین‌ها: موادی محرک و اعتیادآور است. این مواد سیستم مرکز عصبی را تحریک می‌کند، این مواد در میان دانشجویان مصرف بیشتری دارد زیرا باعث کم‌خوابی بوده و شخص را در حالت محرکی قرار می‌دهد. مصرف این مواد باعث می‌شود بدن در برابر آن مقاوم شود لذا شخص معتاد ناگزیر می‌گردد بیشتر مصرف کند.
- کوکائین: موادی تحرک‌زا، توهم‌آور و اغفال‌کننده‌است، کسانی که به این دارو معتاد می‌شوند معمولاً سادیسم جنسی پیدا می‌کنند و به همین دلیل افراد بسیار خطرناکی هستند. معتاد پس از مصرف این دارو احساس شعف چشمگیری پیدا می‌کند و شاد می‌شود و لذت جنسی او تشدید پیدا می‌کند، اثرات جسمی آن کم است در حالیکه از نظر روانی اثراتش از هروئین بیشتر است.

#### ترکیباتسرکوب کننده
- تریاک: بیشتر در بین افراد مسن درگذشته مصرف آن رواج داشته اما امروزه در بین جوانان و نوجوانان توزیع و مصرف می‌گردد، ماده‌ای دژم‌ساز بوده و تأثیرات آن شامل حس سرخوشی، رفع درد، بهبود اضطراب، یبوست و سایر موارد مشترک با مشتقات تریاک را دارد.
- مرفین: از تریاک گرفته می‌شود و به دو صورت مایع و پودر مصرف می‌گردد، مصرف این مواد در بین جوانان زیاد است.
- هروئین: مواد نیمه طبیعی- نیمه صنعتی سنتز شده از شیره خشک شده خشخاش تریاک می‌باشد که حدود دو تا سه برابر مرفین اثر قوی تری دارد. از طریق استعمالدر داخل فویل و یا تزریق وریدی مورد استفاده قرار میگیرد و فراهمی زیستی آن بسیار بالا است.
- متادون: داروی مخدر مصنوعی است که به دلیل نیمه عمر بالای آن بیش از ۲۴ ساعت جهت درمان اعتیاد به مشتقات تریاک و افیون به کار برده می‌شود و فقط تحت نظر پزشک باید تجویز شود.
- نورجزیک: مایع زرد رنگ تزریقی است که پس از ترکیب با خون شخص مصرف‌کننده در رگ تزریق می‌شود.

#### ترکیباتتوهم‌زا
ترکیبات توهم‌زا عموماً دارای اعتیاد جسمی نیستند و اعتیاد روانی ایجاد شده توسط اغلب آن‌ها نیز پایین است. همچنین به علت کمیابی و تولید سخت‌تر و اعتیاد کمتر دارای قیمت بالایی هستند و کمتر مورد سوءمصرف قرار می‌گیرند.
- ال‌اس‌دی: مصرف این ماده اعتیاد جسمی ندارد ولی دارای اثرات روانی متعددی است، این ماده جز روان‌گردان‌ها است و اعتیاد روانی بسیار پایینی را به همراه دارد و پتانسیل سوءمصرف خاصی ندارد. ال‌اس‌دی بیشتر مورد مصرف تفننی جوانان قرار می‌گیرد ولی امروزه به علت کمیاب بودن ترکیبات تقلبی جای آن را گرفته‌اند.

#### سایر ترکیبات

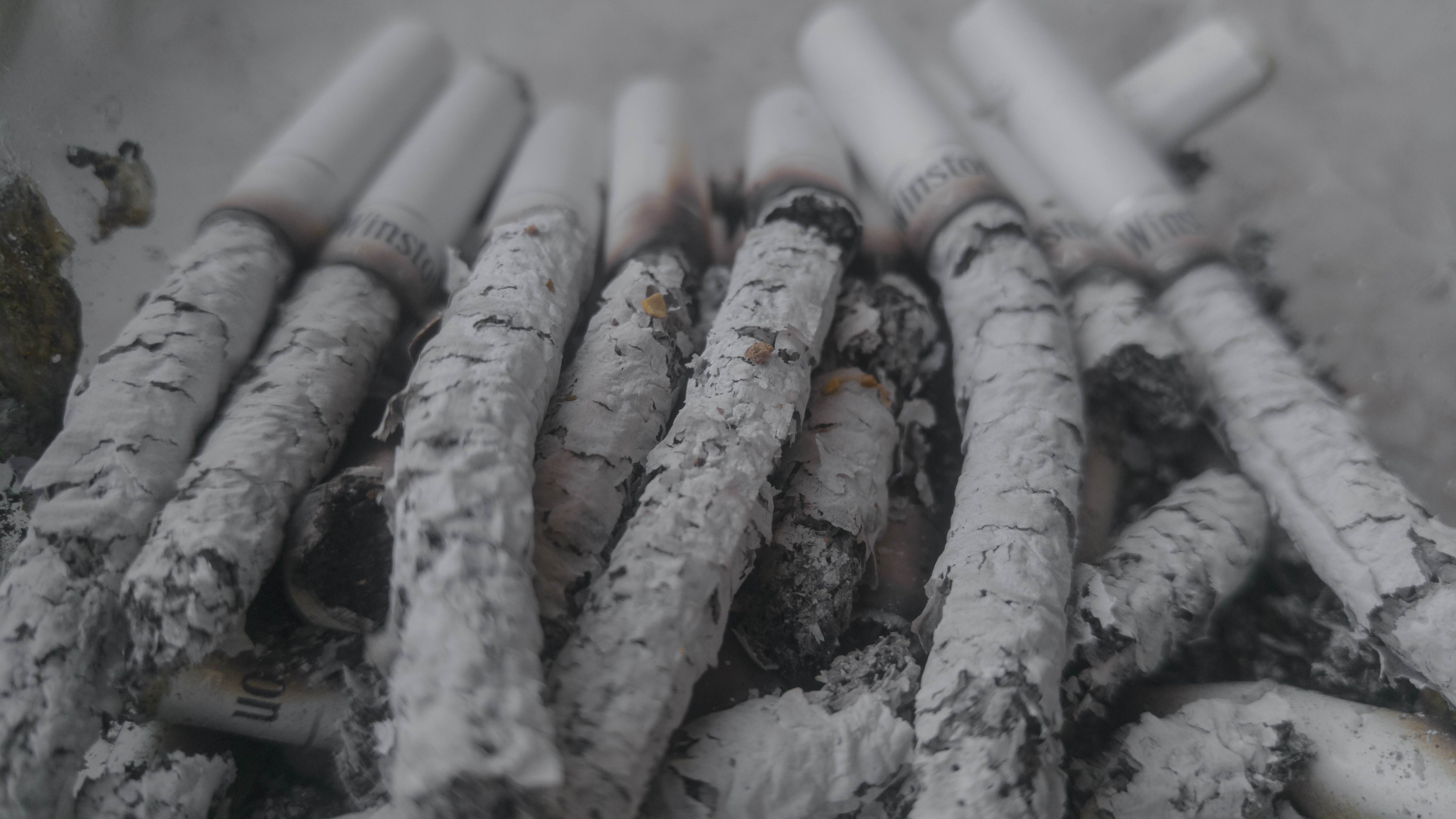
نیکوتین ماده مؤثر موجود در سیگار می‌تواند، اعتیاد و وابستگی بالایی را در فرد مصرف‌کننده ایجاد کند

- نیکوتین ماده مؤثر موجود در سیگار می‌تواند، اعتیاد و وابستگی بالایی را در فرد مصرف‌کننده ایجاد کندنیکوتین ماده مؤثر موجود در سیگار و قلیان است که منشأ اصلی مصرف آن گیاه تنباکو است. این ماده اعتیاد نسبتاً بالایی می‌تواند ایجاد کند و به شدت مورد سوءمصرف قرار گیرد.
- ماری جوانا و حشیش: مصرف این مواد، اعتیاد جسمانی نداشته ولی اعتیاد روانی می‌آورند و به همین جهت زیان‌آور هستند، مصرف این مواد اثرات مغزی ناگواری را به همراه داشته و اغلب به صورت سیگار مصرف می‌شوند اثرات مخرب آن: خواب آرامش بخش، تشدید احساس، خنده‌های بی‌مورد و طولانی، لذت‌بخش بودن زمان و مکان، اما وقتی تأثیر دارو تمام می‌شود شخص معتاد حالت و احساس بدی پیدا می‌کند و امکان ارتکاب جرم زیاد می‌شود و از سوی دیگر عاملی برای مصرف مواد مخدر قوی تر همانند هروئین می‌باشد.
- مواد استنشاقی: این گروه شامل مواد شیمیایی گوناگونی است که به سرعت تبخیر می‌شوند. برخلاف سایر مواد مورد سوء مصرف که براساس تأثیری که بر سیستم اعصاب مرکزی می‌گذارند تقسیم‌بندی می‌شوند، این مواد برمبنای شیوه مصرف مشترکی که دارند دریک گروه جای گرفته‌اند. مواد استنشاقی براساس عملکرد داروشناختی خود به سه دسته تقسیم می‌شوند: حلال‌های فرار، نیتروس اکسید و نیتریت‌ها. گروه اول یعنی حلال‌های فرار شایع‌ترین مواد استنشاقی مورد سوء مصرف هستند. انواع سوخت‌ها مانند بنزین، گازوئیل و گاز فندک، داروهای بیهوشی مانند عطر، چسب‌ها، انواع اسپری‌ها، رنگ‌های شیمیایی و… در این گروه قرار می‌گیرند.

## زیان‌های جانبی
رابطه اعتیاد به ماده‌ای و ضرر آن ماده بر فرد مصرف‌کننده و دیگران، رابطه‌ای است که مهم تلقی می‌شود. به طوری که هرچه ماده‌ای اعتیادآوری بیشتری داشته باشد معمولاً ضرر آن به شخص مصرف‌کننده، اطرافیانش و جامعه بیشتر می‌شود.
اعتیاد به مواد مخدر افزون بر زیان‌هایی که به‌طور مستقیم برای مصرف‌کنندهٔ آن دارد و هیچ فایده و سودی برای استفادهٔ آن تأیید نشده‌است، یکی از عوامل اصلی گسترش بیماری‌هایی چون ایدز و هپاتیت می‌باشد و همچنین زیان‌های اجتماعی و اقتصادی درخوری برای جامعه دارد که از آن میان می‌توان به از بین بردن بخشی از نیرو و مغز فعال جامعه اشاره کرد.
از جمله مهم‌ترین آسیب‌هایی که مصرف مواد مخدر بر سلامتی فرد دارد، کاهش قوای جنسی در بلند مدت است. اگرچه برخی از مواد مخدر در لحظه باعث افزایش میل جنسی و برانگیختگی می‌شوند، ولی اکثر آن‌ها در طولانی مدت قوای جنسی را کاهش می‌دهند. برای مثال مصرف متادون سبب کاهش و از بین رفتن میل جنسی، اختلال نعوظ و اختلال در انزال می‌گردند. حدود ۷۵ درصد از معتادان به متادون، از کاهش یا از بین رفتن میل جنسی شکایت دارند. حدود ۷۰ درصد دارای مشکل در برانگیختگی جنسی و ۶۰ درصد دارای مشکل در رسیدن به ارضاء جنسی هستند.
به تازگی، برخی با مدل‌سازی اعتیاد با به‌کارگیری دانش اقتصاد نشان داده‌اند که درآمد و مصرف امروز مواد مخدر به چه میزان بر تقاضای مواد مخدر در آینده تأثیر خواهد گذاشت.

## علائم اعتیاد
بنا بر تعریف انجمن روانشناسان ایالات متحده اگر در یک دوره ۱۲ ماهه حداقل سه مورد از علائم زیر در فردی که مواد مخدر مصرف می‌کند نمایان شود، فرد به بیماری اعتیاد مبتلا شده‌است. این علائم عبارت‌اند از:
1. مقاوم‌تر شدن بدن یا تلورانس
2. وسوسهٔ مصرف
3. افزایش مصرف
4. از دست دادن کنترل روی میزان مصرف
5. ادامهٔ مصرف با وجود عواقب خطرناک
6. بروز نشانه‌های خماری در صورت عدم مصرف

## آزمایش اعتیاد
یکی از آزمایش‌های سنتی اعتیاد آزمایش ادرار است که روشی حتمی و دقیق نبوده و فرد می‌تواند با استفاده از مصرف مواد شیمیایی ویژه‌ای نتیجهٔ آزمایش را تغییر دهد. هرچند که روش‌های دیگری برای آزمایش اعتیاد وجود دارد که با اطمینان بسیار بالا می‌توان از آن‌ها بهره گرفت.
با توجه به ماهیت و ساختار اعتیاد، توجه به بعد روانی این بیماری نیز بسیار ضروری است. از این رو تست‌ها و آزمایش‌هایی نیز برای پی بردن به وضعیت اعتیاد فرد با توجه به جنبه‌های رفتاری و روانی آن‌ها موجود می‌باشد که شامل پرسش‌هایی است که خود فرد باید به آن‌ها پاسخ دهد.

## داروهای ترک اعتیاد به مواد مخدر
- بوپرنورفین (به عنوان ضد وسوسه جایگزین مواد مخدر و اعتیادآور و همچنین ترک سیگار)
- شربت تریاک (یک ماده مخدر و مسکن درد و اعتیاد آور)
- متادون (داروی نگهدارنده برای مهار اعتیاد به هروئین و مواد مخدر و اعتیاد آور)
- حب جدوار (داروی ترک اعتیاد، مسکن قوی و ضد درد با اثرات تقویتی بدون ایجاد وابستگی و اعتیاد)
- نالوکسان (برای تشخیص و درمان مسمومیت‌ها با مواد مخدر یا کومای ناشی از آن مصرف می‌شود)
- نالتروکسان (به عنوان داروی کمکی برای درمان اعتیاد به کار می‌رود)

## اعتیاد و اطرافیان

### تأثیرات اعتیاد بر خانواده
با وجود یک فرد معتاد در خانواده زندگی همه اعضا به نحوه‌ای صدمه می‌بیند. اعضای خانواده برای ادامه حیات مجبور می‌شوند که در زندگی خود تغییراتی بدهند تا بتوانند با اثرات ویرانگر اعتیاد کنار بیایند. به مرور زمان این روش باعث می‌شود تا خود آن‌ها نیز در زندگی خود با مشکلات فراوانی رو به رو شوند.
با وجود آنکه اعتیاد به مواد مخدر همواره در بین مردان بیش از زنان بوده اما در چند سال اخیر اعتیاد در ایران در بین زنان نیز افزایش چشمگیری داشته‌است. براساس بررسی‌ها و تحقیقات انجام شده در حوزه اعتیاد زنان، بانوان به دلیل اطلاعات ناکافی و ندانسته در دام اعتیاد گرفتار می‌شوند. همچنین رئیس سازمان بهزیستی کشور با بیان افزایش اعتیاد در میان زنان در کشور عنوان داشت که بیش از ۵۰ درصد معتادان را افراد متأهل تشکیل می‌دهند.
مجموعه‌ای از عواطف و احساسات ویرانگر وجود دارند که سلامت روانی، رفتاری و کیفیت زندگی اعضای خانواده به علت همجواری در کنار فرد معتاد را به خطر می‌اندازند. این گونه احساسات و رفتارها عبارت‌اند از:
- احساس گناه: حالتی که افراد خانواده تصور می‌کنند که مقصر اعتیاد عزیز معتادشان هستند.
- خشم: شامل خشم از معتاد و رفتارهای غیرقابل پیش‌بینی وی یا خشم از علل و عواملی که موجب بروز اعتیاد وی شده‌اند.
- انکار و احساس شرمندگی: خانواده‌هایی که شناخت کافی از بیماری اعتیاد ندارند برای فرار از سرخوردگی و شرمساری معتاد بودن عزیزشان، اقدام به انکار کردن کرده یا همواره در وجودشان احساس شرمندگی می‌کنند.
- اضطراب و تشویش: حالتی که به دلیل رفتارهای غیرقابل پیش‌بینی معتاد، و اتفاقات متعددی که از پیامدهای اعتیاد یکی از افراد خانواده ناشی می‌شود رخ داده و باعث می‌شود که اعضای خانواده همواره در اضطراب و تشویش به سر ببرند.

### کمک خانواده
همانگونه که برای توقّفِ بیرون روی نمی‌توان از بیمار انتظار داشت به کمک اراده جلوی آن را بگیرد، از معتاد نیز نمی‌توان توقع داشت که با نیروی اراده بر اعتیادش غلبه کند. او به مراقبت پزشکی و حمایت عاقلانه، دلسوزانه و صبورانهٔ اطرافیانش نیاز دارد. همان‌طور که اگر در کودکی تب می‌کرد، تا بهبودی کامل اعضای خانواده از او تیمارداری می‌کردند اکنون نیز او به چنین مراقبتی نیاز دارد. حتّی پس از بستری و ترک نیز لازم است که خانواده تا چند سال مراقبش بوده چنانچه مجدداً به سمت مواد برگشت بی‌آنکه او را سرزنش کنند، صبورانه وی را کمک نمایند تا دوباره ترک کند و همچنان به مراقبت از او ادامه دهند. همانگونه که یک بیمار قلبی نیاز به مراقبت دارد، یک معتاد هم که مغزش بیمار شده‌است نیاز به مراقبت ویژه دارد. مضافاً اینکه، در این نوع بیماری که بیو شیمی مغز تحت تأثیر قرار گرفته فرد قادر نیست که از تجارب گذشتهٔ خود درس بگیرد و به اصطلاح، نقاطِ علت و معلول را بهم وصل کند(Connecting the dots). در حقیقت تا چندین ماه پس از ترک و سم‌زدائی از بدن بیمار، هنوز نمی‌توان از وی توقع حرف‌شنوی داشت؛ زیرا او نصایح را می‌شنود ولی تحلیل و درک نمی‌کند. وی حتی متوجهٔ وضعیت خودش نیست. انتظار اینکه در چنین وضعیتی او حال خود را درک کند مانند آن است که از یک کامپیوترِ از کار افتاده انتظار داشته باشیم پیغام بفرستد که از کار افتاده‌است. خانواده باید به معاشران بیمارشان نیز توجه داشته باشند؛ اجازه ندهند برخی با ایجاد وسوسه تلاش وی برای بهبود را خنثی کنند. به قولی، اولین گام برای در امان ماندن از طوفان آنست که در و پنجره‌ها بسته شوند. برای این منظور، باید رابطه‌ای صمیمانه با بیمار برقرار کرد تا بتوان از وجود چنین وسوسه کنندگانی مطلع شد آنگاه به او کمک کرد که از مُجالست با آنان بپرهیزد.
راز داری خانواده: در مورد اعتیاد راز داری اثر مخرب دارد. «برخورد رازگونه مانع از رو برو شدن خانواده با واقعیت و به چالش کشیدن آن می‌شود. سرّ نگه داشتن چنین مواردی مانع تغییر شده باعث بروز احساس شرم می‌شود. برخوردهای رازآمیز، همچنین حامل این بد آموزی هستند که برخی مسائل اساساً قابل حل نیستند. چنین برخوردی سبب می‌شود که تجارب شخصی، تجزیه تحلیل نشده در نتیجه مردم از روشن نگری و واقع بینی محروم بمانند و رشد نکنند.»

## تاب آوری اعتیاد
تاب آوری می‌تواند چارچوبی برای پیشگیری و درمان اعتیاد باشد.تاب آوری روانی معتادان می‌تواند در جلوگیری از اعتیاد به مواد مخدر، قطع مصرف، پذیرش درمان و بهبودی آنها کمک کند.حمایت اجتماعی نقش مهمی در پیشگیری و درمان اعتیاد دارد این مهم درمطالعات داخلی فراوان مورد بررسی و تایید قرار گرفته است.
تاب‌آوری می‌تواند به‌منزله چارچوبی اعتیاد و بهبودی را مفهوم‌سازی کند.
تاب‌آوری و اعتیاد حداقل در چهارزمینه مهم ارتباطات شناخته شده‌ای دارند که می‌تواند در پیشگیری و درمان اعتیاد مورد توجه باشد.
- اولین مورد که در مبحث تاب‌آوری و اعتیاد بایستی به آن توجه شود، مدیریت استرس است.
- دومین موضوعی که در مبحث اعتیاد و تاب‌آوری بایستی به آن توجه داشت ارتباطات مؤثر است.
- سومین نکته قابل توجه در زمینه تاب آوری و پیشگیری از اعتیاد قدرت حل مساله است.
- چهارمین نکته ای که در مساله تاب آوری و اعتیاد بایستی مورد توجه باشد معنامندی وبرخوداری از هدف مشخصی در زندگی است.[۳۳]

## گستردگی اعتیاد در جهان

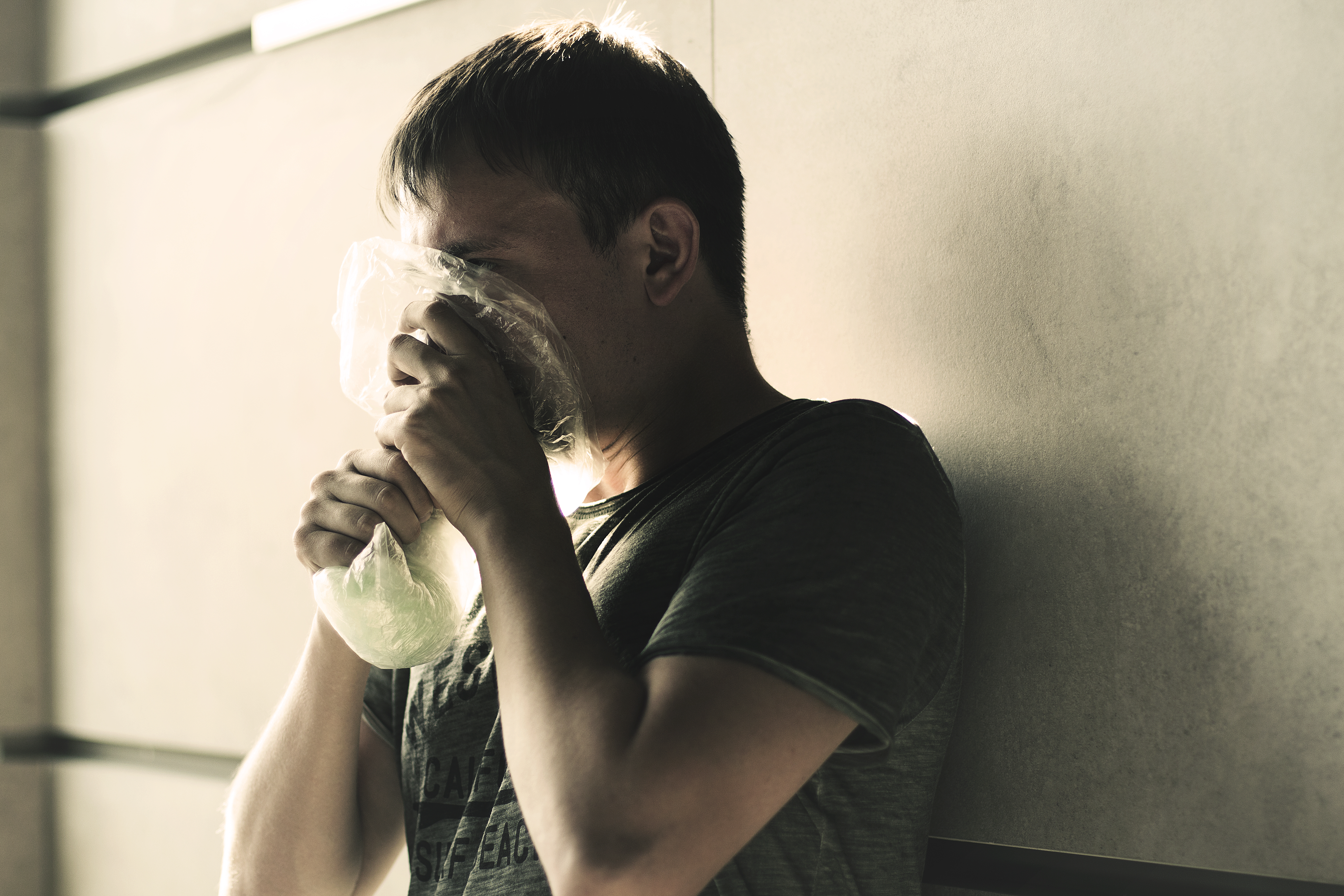
یک مرد معتاد.

هم‌اکنون بیش از ۲۲۰ میلیون مصرف‌کننده مواد اعتیادآور در جهان وجود دارد. ۱۵۰ میلیون نفر معتاد به مواد توهم‌زایی مانند حشیش، ۱۵ تا ۲۰ میلیون نفر معتاد به ماده محرک کوکایین و مشتقات آن، ۱۵ تا ۲۱ میلیون نفر معتاد به هروئین و سایر مواد مخدر و سایرین نیز انواع مواد اعتیادآور روان‌گردان و شیمیایی را مورد سوء‌استفاده قرار می‌دهند.

### ایران
طبق آمار وزارت بهداشت ایران در سوم مهر ۱۳۹۱، تعداد معتادان دائمی در ایران که مصرف روزانه مواد مخدر دارند، بین دو میلیون تا دو میلیون و دویست هزار نفر است.